# 神奈川歯科大学の人物一覧
神奈川歯科大学の人物一覧は神奈川歯科大学に関係する人物の一覧記事。

## 教員
- 荒川浩久 口腔保健学教授
- 鹿島勇 理事長、歯科放射線学
- 佐藤貞雄 元学長、歯科矯正学
- 梅本俊夫 元学長
- 松原好之 客員教授、小説家、河合塾英語科講師、進学塾ビッグバン代表

## OB・OG

### 政界
- 新井悦二（衆議院議員）
- 島田二郎（島根県安来市長）

### その他
- 緒方克也 - 日本障害者歯科学会理事長
- 清水義央 （ロックギタリスト）
- 望月正史（歯科医師）
- 小林晋一郎（歯科医師）